# Apanteles aletiae
Apanteles aletiae är en stekelart som beskrevs av Riley 1881. Apanteles aletiae ingår i släktet Apanteles och familjen bracksteklar. Inga underarter finns listade i Catalogue of Life.